# 旭堂南湖
旭堂 南湖（きょくどう なんこ、1973年8月 - ）は、日本の講談師。なみはや講談協会所属。
滋賀県甲賀郡甲南町（現在の甲賀市）出身の兵庫県宝塚市生まれ。大阪芸術大学大学院修了。

## 来歴
- 1999年4月に3代目旭堂南陵に入門し、出身地に因んだ「南湖」を名乗る。同年6月に天満講談席にて「三方ヶ原の戦い」で初舞台。
- 2003年3月に「大阪舞台芸術新人賞」受賞。
- 2010年12月に平成二十二年（第65回）文化庁芸術祭賞新人賞を受賞。
- ミステリマニアでもあり、明治時代に初代快楽亭ブラック等が演じた、探偵小説の講談化である「探偵講談」の復興運動を行っている。本格ミステリ作家の芦辺拓の協力も得ながら、過去の演目を再現したり、古典ミステリ短編や探偵作家の人生等を新たに「講談化」するなどの、活動を行っている。
- 古典講談の継承や新作講談の創作にも精力的に取り組んでおり、近年では講談の語り口を用いて現代怪談を語るという手法で様々なテレビ番組やイベントに出演している。

## 出演
- 「南湖の美男子好男子」（ラジオ大阪）
- 「探偵講談」（ミステリチャンネル、不定期）
- 「OSAKA漫才ヴィンテージ」（毎日放送、2008年12月7日、司会担当・ナレーション）
- 「ラジオわろうてい」（ABCラジオ、2016年8月21日・28日、ゲスト）
- TVCM「えがおのルテイン」（2016年）
- 「Hit ＆ Hit！」(ラジオ大阪、毎週月曜日 14：00～16：40）